# Кривонос, Фёдор Павлович
Фёдор (Феодор) Павлович Кривонос (бел. Фёдар Паўлавіч Крыванос; 18 августа 1962, Минск — 1 июня 2021) — священник Белорусской православной церкви, заштатный клирик Минской епархии, церковный историк.

## Биография
В 1985 году окончил исторический факультет Белорусского государственного университета. После завершения учебы работал в Государственном музее БССР, позже — в музее Заславльского заповедника.
Крестился в храме святого Александра Невского города Минска в 1987 году. В 1989 году стал одним из инициаторов сбора подписей за передачу Православной Церкви здания бывшего Спасо-Преображенского храма, занимаемого музеем. Благодаря собранным тогда многочисленным подписям городская администрация передала храм православной общине.
В 1990 году стал референтом по вопросам истории при Минском епархиальном управлении. Параллельно работал в Национальном архиве Республики Беларусь.
26 августа 1994 года Патриарший Экзарх всея Белоруссии митрополит Минский и Слуцкий Филарет (Вахромеев) рукоположил его в сан диакона, а 4 ноября того же года — в сан иерея, назначив клириком Минского кафедрального собора. На протяжении многих лет являлся директором Воскресной школы при соборе.
В 2001 году иерей Федор окончил Минскую духовную семинарию. В 2007 году завершил учебу в Минской духовной академии со степенью кандидата богословия за диссертацию «Минская епархия в 1917—1939 гг.» Долгое время преподавал в Минских духовных академии и семинарии. Руководил кандидатскими диссертациями и бакалаврскими сочинениями, разработал и опубликовал несколько лекционных курсов. В 2011 году ему присвоено звание доцента Минской духовной академии и семинарии.
В 2002 году награжден правом ношения наперсного креста, в 2009-м — возведён в сан протоиерея.
В 2018 году был почислен за штат. Тем не менее, не оставлял просветительской деятельности: регулярно писал и публиковал статьи по истории Белорусской православной церкви.
Скончался вечером 1 июня 2021 года. 3 июня 2021 года в Свято-Духовом кафедральном соборе секретарь Минской епархии протоиерей Андрей Волков возглавил Божественную литургию, после которой было совершено отпевание протоиерея Феодора Кривоноса. Погребён 3 июня в Жировичах на братском кладбище Свято-Успенского монастыря.